# The Macomber Affair
The Macomber Affair és una pel·lícula estatunidenca de drama psicològic dirigida per Zoltan Korda i estrenada el 1947. Tracta d'un triangle amorós fatal entre una dona frustrada, un marit feble i un caçador professional que s'interposa entre ells. El guió va ser escrit per Casey Robinson i Bennett Seymour basant-se en una història curta d'Ernest Hemingway, The Short Happy Life of Francis Macomber (La curta vida feliç de Francis Macomber), el qual es va inspirar al seu torn d'un incident descrit pel veritable caçador John A. Hunter en les seves memòries.

## Argument
Robert Wilson i Margaret Macomber són interrogats per la policia; pocs mesos abans, Margaret i el seu marit Francis havien demanat a Wilson, un caçador professional, que els organitzés un safari per tal de donar-se una nova oportunitat com a parella, ja estaven travessant una crisi...

## Repartiment
- Gregory Peck: Robert Wilson
- Joan Bennett: Margaret Macomber
- Robert Preston: Francis Macomber
- Reginald Denny: l'inspector de policia
- Jean Gillie: Aimee
- Carl Hardbord: el coronel
- Earl Smith: Kongoni
- Frederick Worlock: Clerk
- Vernon Downing: Logan